# Арсеньев, Фёдор Юрьевич
Фёдор Юрьевич Арсеньев (?—1656) — русский государственный и военный деятель, стольник, дворянин московский и воевода.

## Биография
Представитель дворянского рода Арсеньевых. Младший из трёх сыновей Юрия Фёдоровича Арсеньева (?—1635).
В 1645 году Ф. Ю. Арсеньев руководил строительством города Ольшанск на реке Тихая Сосна (ныне село Верхний Ольшан Острогожского района). Служил воеводой в городе Вольном (ныне село Вольное, Сумская область, Украина).
В 1651 году Ф. Ю. Арсеньев строил город-крепость Бобрик, а в следующем 1652 году он руководил строительством города Черкасска на Маяцких горах. В том же году Фёдор Арсеньев построил город Острогожск, принял и разместил в городе украинских переселенцев, прибывших в русские владения под руководством полковника Ивана Николаевича Дзиньковского.
В 1653—1655 годах он находился на воеводстве в Воронеже, руководил ремонтом укреплений в окрестностях города.
В 1655 году Фёдор Юрьевич Арсеньев участвовал в русско-польской войне (1654—1667) и был назначен первым царским воеводой в Минске, где и скончался в 1656 году.
От брака с Марией Петровной Давыдовой оставил единственного сына — Михаила.